# Instituto Nacional de Cardiologia
O Instituto Nacional de Cardiologia (INC) é uma instituição brasileira vinculada ao Ministério da Saúde. O Instituto dispõe de 165 leitos, sendo 60 de UTI, com 4 mil internações anuais, 1200 cirurgias e 50 mil consultas médicas.
É o único hospital público que realiza transplantes cardíacos em adultos e crianças no Estado do Rio de Janeiro e é o segundo centro que mais realiza cirurgias de cardiopatias congênitas no Brasil.
Em 2011, a Universidade Federal do Rio de Janeiro (UFRJ) assinou acordo de cooperação com o INC.

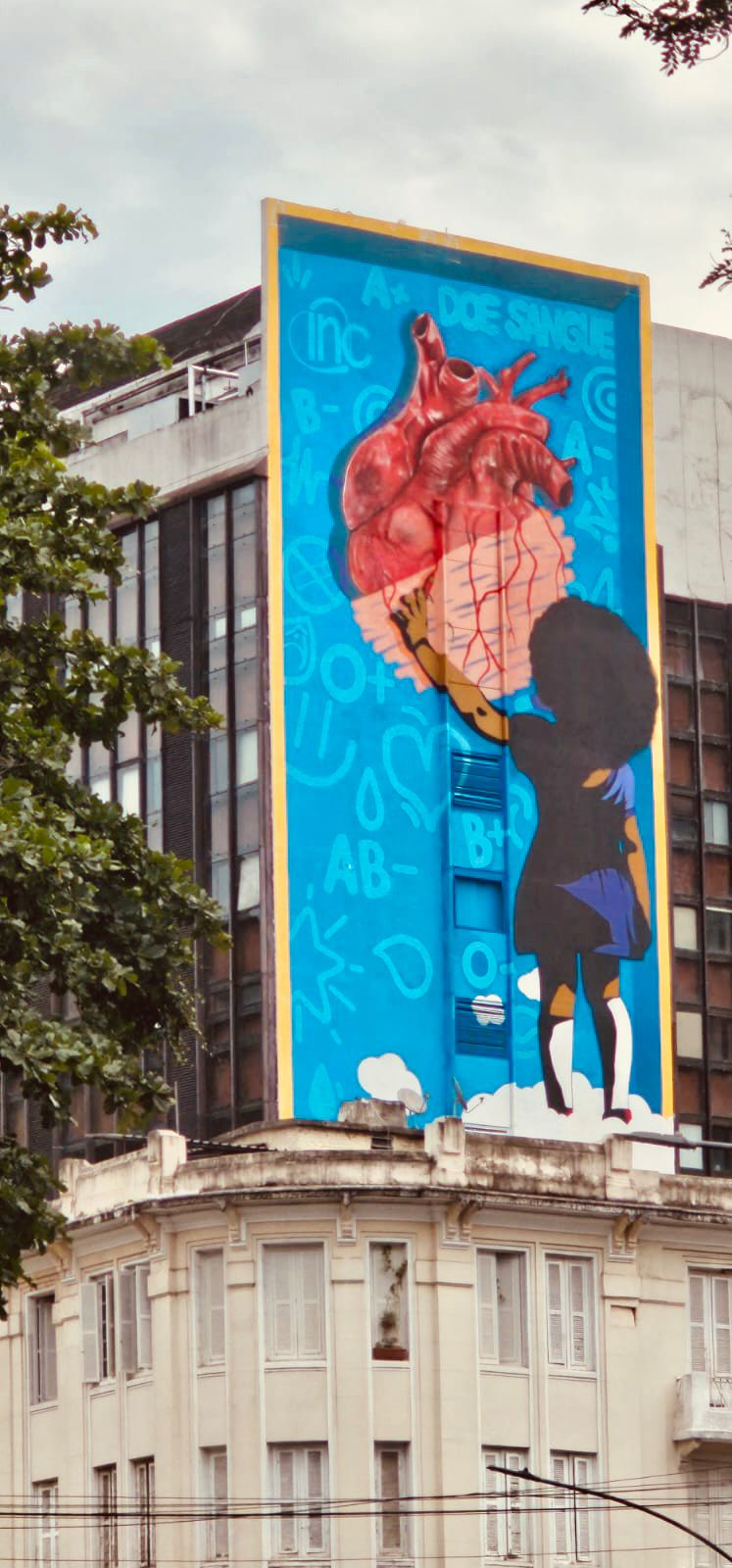
Fachada do INC - Laranjeiras - Rio de Janeiro - 2023

Em maio de 2017, o INC enviou um memorando ao Ministério da Saúde, informando que, diante do orçamento recebido, diminuiria o número de cirurgias que utilizam "materiais de alto custo", como marcapassos. No mesmo mês, a Defensoria Pública da União (DPU) recomendou ao INC não reduzir o número de cirurgias. Segundo o Ministério da Saúde, o repasse anual para os hospitais e institutos federais do Rio de Janeiro é estável e soma 1,2 bilhão de reais para o atendimento em nove unidades, e que considerando o custeio de pessoal, os recursos chegam a 3,3 bilhões de reais.

## Controvérsias
Em dezembro de 2016, o diretor Andrey Monteiro foi exonerado do cargo. Ele foi o responsável por um aumento em trinta por cento do número de cirurgias cardíacas e em dez por cento a realização de cateterismos, implantes de marca-passos e consultas, e trouxe uma economia mensal de 400 mil reais à instituição.